# Krzysztof Franciszek Rościszewski
Krzysztof Franciszek Rościszewski herbu Junosza (zm. 12 września 1735 roku) – podstoli płocki już w 1714 roku do 1734 roku, podstoli trocki w latach 1713–1735, dyrektor trockiego sejmiku gospodarskiego 1711 roku, dyrektor trockiego sejmiku przedsejmowego 1730 roku.